# Woodville (condado de Calumet, Wisconsin)
Woodville es un pueblo ubicado en el condado de Calumet en el estado estadounidense de Wisconsin. En el Censo de 2010 tenía una población de 980 habitantes y una densidad poblacional de 11,57 personas por km².

## Geografía
Woodville se encuentra ubicado en las coordenadas 44°11′00″N 88°12′18″O / 44.18333, -88.20500. Según la Oficina del Censo de los Estados Unidos, Woodville tiene una superficie total de 84.72 km², de la cual 84.62 km² corresponden a tierra firme y (0.12%) 0.1 km² es agua.

## Demografía
Según el censo de 2010, había 980 personas residiendo en Woodville. La densidad de población era de 11,57 hab./km². De los 980 habitantes, Woodville estaba compuesto por el 96.94% blancos, el 0.31% eran afroamericanos, el 0.61% eran amerindios, el 0.2% eran asiáticos, el 0.2% eran isleños del Pacífico, el 1.22% eran de otras razas y el 0.51% pertenecían a dos o más razas. Del total de la población el 3.57% eran hispanos o latinos de cualquier raza.